# الحزين (المضاربة والعارة)

تعديل مصدري - تعديل

الحزين هي إحدى قرى عزلة المضاربة بمديرية المضاربة والعارة التابعة لمحافظة لحج، بلغ تعداد سكانها 90 نسمة حسب تعداد اليمن لعام 2004.